# Holschentor
Das Holschentor war eines der fünf Stadttore der Stadtbefestigung Hattingens. Es ist nach dem Hof Holschen benannt, der ehemals vor dem Stadttor lag.
Gegenüber der Stelle befindet sich an der Talstraße 8 ein 1868 errichtetes Schulgebäude, dass heute als Bürgerzentrum Holschentor genutzt.